# Kanton Montembœuf
Kanton Montembœuf (fr. Canton de Montembœuf) je francouzský kanton v departementu Charente v regionu Poitou-Charentes. Skládá se z 12 obcí.

## Obce kantonu
- Cherves-Châtelars
- Lésignac-Durand
- Le Lindois
- Massignac
- Mazerolles
- Montembœuf
- Mouzon
- Roussines
- Saint-Adjutory
- Sauvagnac
- Verneuil
- Vitrac-Saint-Vincent